# Anselm von Meißen
Anselm von Meißen (* 1210; † 1278 in Elbing) war Priester des Deutschen Ordens und Bischof von Ermland.

## Leben
Anselm, der vermutlich aus der Markgrafschaft Meißen stammte ist bereits 1245 als Priester des Deutschen Ordens belegt. Nach dem Verzicht des zum Bischof von Ermland ernannten, aber nicht in den Besitz des Bistums gelangten Heinrich von Streitberg OT Mitte 1250 zum Bischof von Ermland ernannt und am 28. August 1250 in Valenciennes (Flandern) durch den päpstlichen Legaten Petrus de Collemedio, Kardinalbischof von Albano (1244–1253), konsekriert, ist er seit dem 27. April 1251 in seiner Diözese nachgewiesen.
Anselm war der erste tatsächlich ins Amt gelangte ermländische Bischof und nahm die grundlegende Organisation des Bistums vor. 1254 erfolgte die Festlegung der Grenzen zwischen dem Bistumsland, dem später so genannten Ermland, und dem Ordensland. Im Ermland war Anselm Landesherr, im Ordensland stand ihm lediglich die geistliche Jurisdiktion zu. Er wählte Braunsberg zum Bischofssitz, erhob die Kirche St. Andreas 1260 zur Kathedrale (heute Kathedrale Mariä Himmelfahrt und St. Andreas) und errichtete ein Domkapitel mit 16 Mitgliedern.
Im Jahr 1261 bestellte ihn Papst Urban IV., wahrscheinlich auf Betreiben des Ordens, zum Legaten für Böhmen, Mähren sowie die Kirchenprovinzen Gnesen, Riga und Salzburg. Anselm begann im Bistumsland mit der Ansiedlung deutscher Bauern aus Niederdeutschland, Mähren und Schlesien. Dieser Prozess wurde von den späteren Bischöfen bis zur Mitte des 14. Jahrhunderts weitergeführt. Die deutschen Siedler und die einheimischen Prußen verschmolzen bis zum 16. Jahrhundert zu einer deutschsprachigen Bevölkerung.
Die lange Amtszeit Anselms fiel noch in die Jahre der Eroberung des Preußenlandes durch den Deutschen Orden, an dessen Kriegszügen Anselm sich teils aktiv beteiligte. So nahm er 1255 am Kreuzzug König Ottokars II. von Böhmen teil. 1260 musste er jedoch wie die anderen Bischöfe mit seinem Domkapitel vor den aufständischen Prußen fliehen und nahm seinen Sitz in Reichenbach im Herzogtum Breslau. Zeitweise nahm er bischöfliche Weihehandlungen in Olmütz und Breslau vor. Erst 1277 konnte er in seine Diözese zurückkehren. 1278 in Elbing verstorben, ist er nach der Tradition in der St. Anna-Kapelle der Elbinger Burg beigesetzt worden.

## Gedenken
Am 3. Juli 2010 enthüllte der Hochmeister und Generalabt des Deutschen Ordens Bruno Platter einen Gedenkstein für Bischof Anselm am „Bischofsweg“ in Balden (polnisch Bałdy).